# مضاربة

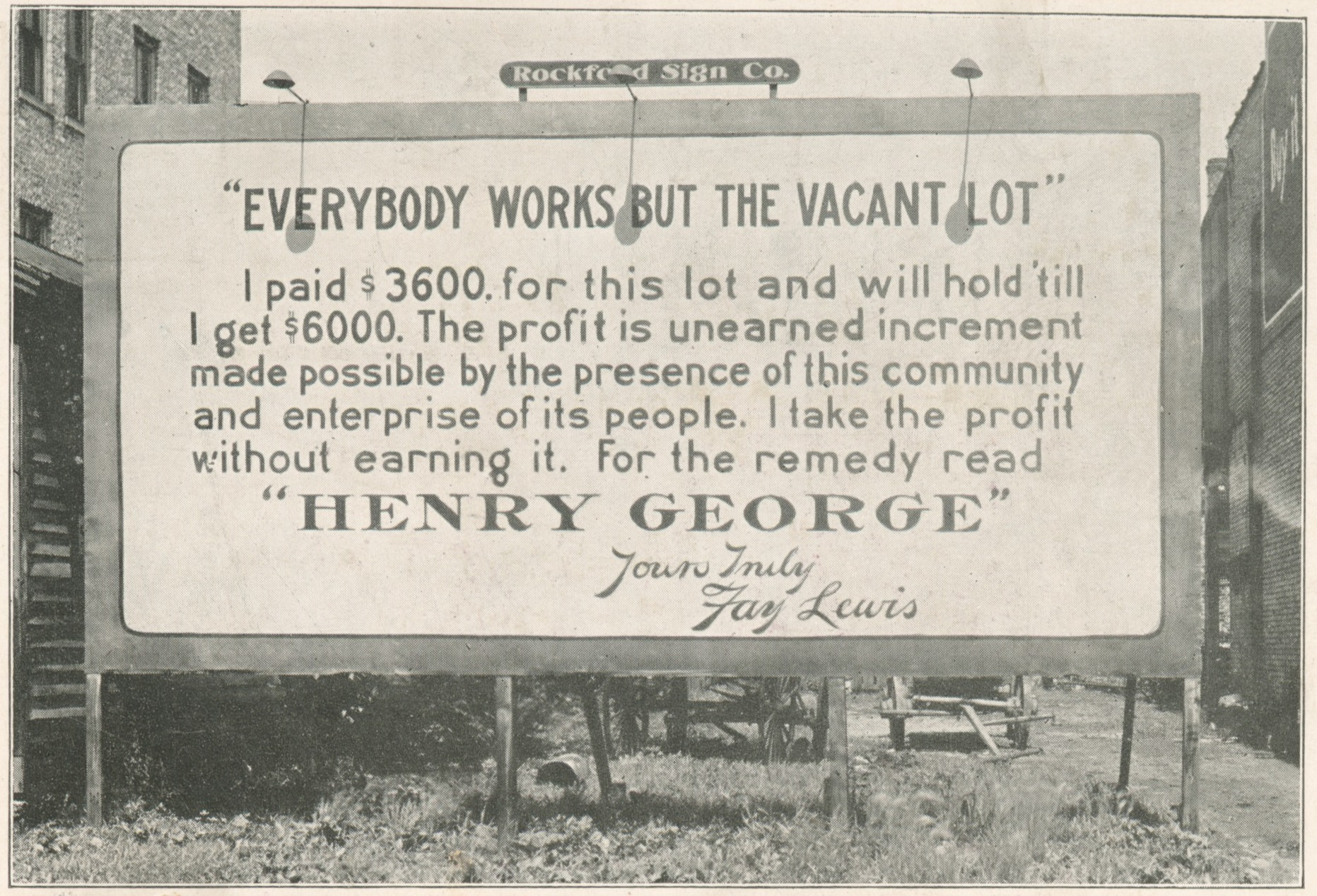

اَلْمُضَارَبَةُ في البورصة هي «المخاطرة بالبيع والشراء بناء على توقع تقلبات الأسعار بغية الحصول على فارق الأسعار»، وقد يؤدي هذا التوقع إذا أخطأ إلى دفع فروق الأسعار بدلاً من قبضها.
فهي ليست بيعاً حقيقياً ولا شراء حقيقياً إنما المسألة تنحصر كلها في قبض أو دفع فروق الأسعار بينما البيع والشراء في المضاربة الشرعية بيع حقيقي لسلع محددة، وفق الضوابط الشرعية. فالمضارب يسعى لجمع وحبس كل البضائع أو الصكوك التي من نوع واحد في يد واحدة، ثم التحكم في السوق، حيث لا يجد المتعاملون في هذه السلع أو الصكوك، ما يوفون به التزاماتهم التي حان أجلها، الأمر الذي يجعلهم تحت ضغط هؤلاء المتحكمين والخضوع للأسعار التي يقرروها. الفقهاء اتفقوا على تعريف عقد المضاربة «أنه عقد على الشركة بين اثنين أو أكثر، يقدم أحدهما مالا والآخر عملا، ويكون الربح بينهما حسب الاتفاق والشرط». وبذلك تختلف في الفقه الإسلامي عنها في الفكر الاقتصادي المعاصر، فهي تعني عمليات بيع وشراء صوري تنتقل معها العقود أو الأوراق المالية من يد إلى يد دون أن يكون في نية البائع أو المشتري تسليم أو تسلم موضوع العقد في الفكر الاقتصادي المعاصر.

## مصطلح المضاربة
المضاربة في اللغة هي مشتقة من الفعل «ضرب» فالضرب بمعنى الكسب وهي أيضاً مشتقة من الضرب في الأرض يضرب ضرباً بمعنى سار في ابتغاء الرزق، ابتغاء الخير.

## المضاربة الرأسمالية
المضاربة في البورصة تختلف جذرياً عن المضاربة في اصطلاح الفقهاء وتتم 90% من أعمال البورصة على أساس المضاربة أو المسابقة على البيع والشراء بغية تحقيق مكسب من فروق الأسعار دون أن يكون المضارب مالك للسلع، فالمضاربة هنا عملية بيع وشراء صوريين حيث تباع السلع أو الأوراق المالية وتنتقل من ذمة إلى ذمة دون قبض وغاية المبايعين ليس القبض بل الاستفادة من فروق الأسعار.
الفارق الأساسي بين المضاربة الشرعية والمضاربة في البورصة أن المضاربة في البورصة تنحصر في مكان محدد هو «البورصة»، أما المضاربة الشرعية فغير محددة بمكان معين حيث يمكن أن تجري العمل في كل أسواق السلع والخدمات وأي موقع للاستثمار، والعائد المتحقق من المضاربة في البورصة يتمثل في فروق الأسعار التي تعتمد على عملية التنبؤ التي يكتنفها كثير من المقامرة والضرر المصاحبة لعمليات الشراء والبيع الصورية أم العائد في المضاربة الشرعية فهو عبارة عن أرباح حقيقية نتيجة لنشاط استثماري فعلي يقوم به المضارب.

## المضاربة والتداول
المضاربة العصرية هي نوع من التداول الحديث الذي أصبح له شعبية واسعة، بسبب أنه يقدم الكثير من الفرص لتحقيق المال. كما أنه سريع جداً. على الرغم من أن هناك بعض الأوقات التي تتضمن الكثير من الانتظار، فإن الربح أو الخسارة عادة ما تظهر بسرعة، ولذلك ليس عليك الانتظار والترقب لساعات متسائلاً ما إذا كانت العملية التداولية سوف تكون ناجحة، ومتى عليك الخروج منها. غالباً تستغرق العملية بضعة ثواني.
المضاربة هو طريقة للقيام بتداولات سريعة مقابل أرباح عادة ما تكون صغيرة، من خلال الدخول والخروج مقابل القليل من النقاط.
ماذا يحتاج الشخص كي يقوم بهذه المضاربة؟
قبل أن ندخل في سؤال كيفية القيام بالمضاربة، عليك أن تكون متأهباً بشكل مناسب للقيام بها بشكل صحيح حتى تكون لديك فرص بالنجاح. للأسف، مجرد معرفة ما عليك القيام به ليس كافياً. السبب هو أن جوهر المضاربة هو الاستفادة من التنفيذ السريع والانتشارات الضيقة نسبياً. إن كان وسيطك غير قادر على تقديم هذه الأمور، عندها حتى إن كنت تعرف ما عليك القيام به وقمت به بشكل صحيح، لن تكون قادراً على المضاربة بشكل مربح. ولذلك فإن الأمر الأول الذي أنت بحاجة إليه هو الوسيط الجيد الذي يقوم بتنفيذ التداولات بشكل سريع من دون رفضها لمجرد أن السوق يتحرك بسرعة. على مستوى التجزئة، فإن هذا الأمر ليس بالسهل العثور عليه.

## إستراتيجيات للمضاربة
ببساطة، سوف تحصل على نتائج أفضل من خلال البحث عن ارتدادات بدلاً من الإستمراريات. هذا يميل لأن يكون تداولاً عكس النمط، أو على الأقل النمط قصير الأجل. لا تقلق بهذا الشأن. ما عليك القيام به هو البحث عن مستويات من المحتمل أن توفر ارتداداً. المستويات الرئيسية التي يجب البحث عنها يمكن العثور عليها كما يلي:
•	ارتفاعات وانخفاضات اليوم أو الأسبوع أو الشهر الماضي، خصوصاً عندما تكون نهاية تلك الشمعة لها فتلات.
•	الافتتاحيات الأسبوعية والشهرية.
•	الأرقام الكاملة.
•	النقاط المحورية.
أول نقطتين هما الأكثر أهمية. حيث يتلاقون مع الأرقام الكاملة والنقاط المحورية، سوف تكون هي الأقوى. حيث يكون هناك العديد من هذه المستويات مصطفة معاً، فإنها تكون أقوى. في حال كان التراجع المتوقع يتماشى مع النمط طويل الأجل، فإن هذا يكون أفضل، ولكنه ليس لازماً.
إلا أن الأمر الأهم ليس هو تحديد المستويات الأكثر احتمالية حيث سوف يكون ارتدادات. الأهم والذي غالباً ما يتم تجاهله هو كيفية وصول الأسعار إلى هناك. كقاعدة، كلما كان وصول السعر إلى هناك أسرع وكلما كانت المسافة التي عليه قطعها للوصول إلى هناك أطول، كلما كان ذلك أفضل. على سبيل المثال، إن كان معدل النطاق الحقيقي للأيام العشرين السابقة هو 100 نقطة وتحرك السعر بسرعة إلى رقم كامل كان كذلك يشكل أعلى مستوى للأسبوع السابق وبحوالي 100 نقطة عن أدنى مستوى لليوم، فإن لديك احتمالية عالية للارتداد، وبالتالي يمكنك على الأرجح أن تحقق بعض النقاط القصيرة عند هذا المستوى.

## ما هي الأزواج للمضاربة؟
هناك نوعين من تداول الإتجاه، بذلك أعني التداول التقليدي الطويل أو القصير. إما أن تقوم بالتدوال على أساس بأن الحركة سوف تستمر من مستوى معين، أو أنها سوف تنعكس. على أي حال، الأمر الذي تعتمد عليه من أجل تحقيق الأرباح هو مدى جدوى وجودة مستويات الدعم أو المقاومة.هذا يؤدي إلى نقطة مهمة والتي يتم تجاهلها في الغالب: تقوم الأزواج الرئيسية بإنتاج مستويات دعم ومقاومة ذات جدوى أكبر، بسبب كونها حقيقية وليست مصطنعة. على سبيل المثال، في حال لم يلامس زوج اليورو/الدولار الأمريكي المستوى 1.30 لفترة طويلة، وبعد أن فشل بأكثر من 100 نقطة، يصل إلى ذلك المستوى، يكون من المحتمل أن يقوم بنوع من الارتداد إلى الأعلى، مما يعطي فرصة لضماربة طويلة. في حال لم يلامس زوج اليورو/الدولار الأسترالي المستوى 1.30 لفترة طويلة، تكون الاحتمالية أقل أن يوفر ارتداد، لأن الأمر المهم هو ما يحدث مع زوج اليورو/الدولار الأمريكي وزوج الدولار الأسترالي/الدولار الأمريكي. لذلك يجب الابتعاد عن التقاطعات، إلا إذا كانت العملات المتقاطعة لديها مضاربة عند نفس الوقت بالضبط مقابل الدولار الأمريكي.
عليك الالتزام بالأزواج الرئيسية الأربعة وربما كذلك زوجي الدولار الأسترالي/الدولار الأمريكي والدولار الأمريكي/الدولار الكندي. يجب الملاحظة بأن الين الياباني «أكثر مرونة» من الدولار الأمريكي، ولهذا السبب يكون من الصعب المضاربة عليه.

## تنفيذ تداولات المضاربة
لا يوجد بديل عن تفيذ هذه التداولات بشكل يدوي. بالطبع، إن كنت تعتقد بأن المستوى 1.30 سوف يكون مستوى جيد للارتداد، يمكنك أن تعد أمراً عند ذلك المستوى. ولكن، في بعض الأحيان من الممكن أن يماطل السعر نفسه على بعد نصف نقطة من ذلك المستوى قبل أن يتحول، في تلك الحالة لن يتم ملئ الأمر الذي قمت بوضعه. لهذا السبب، من المفيد أن تقوم بالمضاربة بشكل يدوي للدخول والخروج. وهذا هو السبب بأن عليك أن تستخدم وسيط جيد.
فائدة المضاربة هي أنك بحاجة أن تخرج بربح مكون من بضعة نقاط فقط. هذا هو السبب الآخر الذي يكون عليك أن تكون مستعداً وأن تقوم بمراقبة السعر. سوف تشعر بالمكان الذي سوف يبدأ عنده السعر بالتحول.
من الجيد تحصيل ما يقارب من 80% أو 90% من التداول الفائز عند الوقفة الأولى، وترك البقية مع تحريك نقطة توقف الخسائر لتحقيق التعادل. سوف تحصل في النهاية على مكاسب كبيرة حيث أن ما بدأ كمضاربة قد يتحول إلى تأرجح رئيسي طويل الأجل للأعلى أو الأسفل.
ربما أن الأمر الأصعب بشأن المضاربة هو معرفة مكان وضع نقاط توقف الخسائر. من الممكن أن يكون من الأفضل أن نضع فقط نقطة توقف الخسائر والخروج بشكل يدوي عندما تشعر قد بدأ بالفعل بالاختراق في الإتجاه الخاطئ. من المجدي تذكر بأن من المفيد الإبقاء على نقاط توقف الخسائر ضيقة، لأن المكان الذي تبحث فيه عن ارتدادات، فإن التداولات الجيدة من المفترض أن ترتد بشكل ضيق.
إتباع هذه القواعد يحتاج إلى بعض الممارسة والمضاربة تحتاج إلى نفس الحجم من الصبر كأي نوع آخر من التداول. هذه الإرشادات مجربة ومختبرة.